# 3594 Scotti
3594 Scotti је астероид главног астероидног појаса чија средња удаљеност од Сунца износи 2,532 астрономских јединица (АЈ).
Апсолутна магнитуда астероида је 12,7.